# Leptomastidea turba
Leptomastidea turba är en stekelart som beskrevs av Prinsloo 2001. Leptomastidea turba ingår i släktet Leptomastidea och familjen sköldlussteklar.
Artens utbredningsområde är:
- Namibia.
- Zambia.
- Zimbabwe.

Inga underarter finns listade i Catalogue of Life.